# Вальтер Веллер
Вальтер Веллер (нім. Walter Weller; 30 листопада 1939, Відень — 14 червня 2015, Відень) — австрійський скрипаль і диригент.

## Біографія
Учень Ернста Моравеця і Франца Самохіла. Син скрипаля, який грав у Віденському філармонійному оркестрі, Веллер був прийнятий в цей уславлений колектив уже в 17-річному віці, а в 22 роки розділив з Віллі Босковскі пост його концертмейстера, залишаючись на цій посаді до 1972 року. Рівночасно в 1958—1969 роках Веллер керував власним струнним квартетом. У той же час Веллер почав брати уроки диригування у Йозефа Кріпса і в 1966 році дебютував за диригентським пультом. З 1969 року працював диригентом Віденської державної опери. У 1971—1972 роках Веллер займав пост ґенеральмузікдіректор Дуйсбурга, потім очолював ряд європейських оркестрів: Тонкюнстлероркестр (1975—1977), Ліверпульський філармонійний оркестр (1977—1980), Королівський філармонічний оркестр (1980—1985), Шотландський національний оркестр (1991—1996); на останньому посту Веллер завоював таку репутацію, що Банк Шотландії помістив його зображення на спеціальному випуску банкноти в 50 фунтів стерлінгів. З 1994 року Веллер керував також Базельським симфонічним оркестром, а в 2007 році став головним диригентом Національного оркестру Бельгії.
Серед помітних записів Веллера-диригента — Перша і Дев'ята симфонії Дмитра Шостаковича з Оркестром романської Швейцарії, симфонії Сергія Прокоф'єва з Лондонським симфонічним і Лондонським філармонічним оркестрами. Рівночасно Веллер вважався, насамперед, фахівцем з творчості Моцарта і Бетовена; також, Веллер з ліверпульським філармонічним оркестром вперше виконав в 1988 році так звану Десяту симфонію Бетовена — 15-хвилинну композицію, реконструйовану на основі чернеток Бетовена шотландським музикознавцем Баррі Купером .